# 孔昭焱
孔昭焱（1881年—1943年）字希白，廣東南海人，中国近代政治人物。

## 生平
1881年（清朝光緒七年）生。清朝貢生。早年为万木草堂学生。後入日本法政大学速成科。毕业归國後，歷任兩廣法政大學堂教務長，廣東高等巡警學堂教務長，兩廣官報局總编輯，廣西撫署交涉科參事，福建巡撫署文案。1912年後，历任北京大總統府秘書，廣西銀行監理官，廣西國税廳籌備處處長等职。1914年5月到1915年10月，任廣西省財政廳廳長。後任國務院咨議。1926年6月到1927年6月，任北京政府司法部次長。1931年，任國民政府最高法院東北分院院長。後来任北平市禁煙委員會委員，北平市自治討論會常務委員。
1943年，孔昭焱逝世。
2016年清华大学艺术博物馆开馆首展之一的《“尺素情怀”—— 清华学人手札展》展出了梁启超致孔昭焱信。

## 著作
- 《議會通詮》[2]
- 《上海法權問題》[2]